# 横スクロール (コンピュータゲーム)

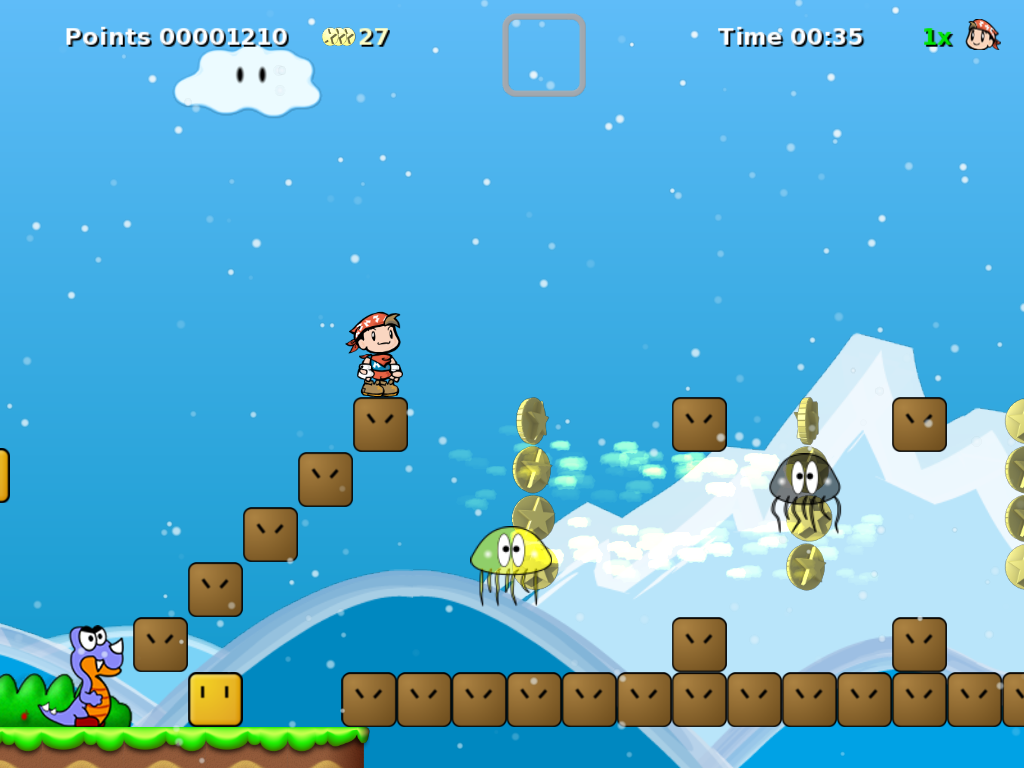
Secret Maryo Chronicles 、横スクロールゲーム

横スクロールゲーム、横スクロールアクションゲームとは、ゲームのアクションを横からのカメラアングルから見て、プレイヤーのキャラクターが左右に動くと画面がスクロールしていくビデオゲームのことである。これらのゲームは、スクロールするコンピュータ表示技術を利用している。 

## 横スクロールの使用
横スクロール形式の一般的な使用は、プラットフォーム・ゲームのジャンルである。プラットフォーム・ゲームは、ジャンプしたり、登ったり、多様な高さを駆け抜けたりするアクションゲームである。『スーパーマリオブラザーズ』（1985年）は、このタイプの最も有名な横スクロールゲームの一つである。 
横スクロール形式は、『バトルトード』シリーズのようなベルトスクロールアクションゲームでも人気がある。横スクロールは、2次元のBookworm Adventures Deluxeや韓国のMMORPG『Montaro』などのロールプレイングゲームでも使用されることがある。ベルトスクロールアクションゲームでは、画面がある地点までスクロールして停止し、次に進むまでに画面上の敵を倒さなければならないことがよくある。 
また、横スクロール形式は、『R-TYPE』や『Jets'n'Guns』などに代表されるシューティングゲームのジャンルでもよく採用されている。このゲームスタイルでは、プレイヤーは左から右に飛ぶ一般的な宇宙船からスタートし、パワーアップして、敵の大群に立ち向かうことができるようになる。このジャンルは、ディフェンダーなどのテンポの速いゲームにそのルーツがある。 
横スクロールを採用しているビデオゲームでは、プレイヤーキャラクターの速度や方向に合わせて画面が前方にスクロールしたり、以前に訪れたステージの一部を後方にスクロールしたりすることがよくある。他のゲームやステージでは、プレイヤーキャラクターに追従してスクロールするが、スクロールは前方のみで、後方にはスクロールしないので、一度画面の奥に行ってしまうと、もう訪れることができない。ゲームの中には、画面が勝手に一定の速度で進むステージもあり、プレイヤーは画面に追従して障害物を避けたり、画面外に出る前に物を集めたりしなければならない。R-typeなどのシューティングゲームでは、このように画面が勝手に横スクロールすることが多い。マリオシリーズでは、この3種類の横スクロールをすべて使っている。 
ほとんどの場合、横スクロールのビデオゲームの画面は、プレイヤーのキャラクターに追従し、それを画面の中央付近に維持しようとする。他のゲームでは、キャラクターの動きに合わせて画面を調整し、キャラクターの動きとは反対方向に中心から離れて、キャラクターの後ろよりも前に多くのスペースを表示する。 
ゲームは横スクロールゲームとはみなされずに、横スクロール機構を使用することができる。そのようなゲームの1つが『Awesomenauts』で、ここでは横スクロールの機構が使用されているが、単に横にスクロールするだけでは目的を達成できないため、横スクロールゲームとはみなされていない。

## 歴史

### 横スクロールシューティングゲーム
セガのボンバーは、1977年4月に発売された横スクロールシューティングのアーケードゲーム である。ウィリアムズ・エレクトロニクスから発売された『ディフェンダー』（1981年）は、単一の固定画面の枠を超えてゲームの世界を拡張できるという点で、大きなブレークスルーとなった。ディフェンダーには、1980年のゲーム、"Battlezone" や『ラリーX』でも使用された小さなマップやレーダーが含まれている。 
1981年、『スクランブル』は、複数の異なる高さのある最初の横スクロールゲームだった。その後、横スクロール形式の技術は、奥行きのある錯覚を与えるために使われたラスタースクロールにより大幅に強化された。背景画像は、異なる速度でスクロールする複数のレイヤーで表示され、水平線に近い物体は、視聴者に近いものよりも遅くスクロールする。『ムーンパトロール』は1982年にこの機能を導入したとされている。同じ年に発売されたタイトーの『ジャングルキング』もラスタースクロールが特徴ではあった。
1984年に発売されたシャープX1用の『ホバーアタック』は、全方向に自由にスクロールし、直進だけでなく斜め方向にも射撃できる初期のラン＆ガンシューティングゲームであった。1985年には、プラットフォームのシューティングゲームとしては画期的なタイトルである『テグザー』を発売した。 
1985年、コナミの横スクロールシューティングゲーム『グラディウス』では、プレイヤーが武器の選択をより自由に選択できるようになり、戦略の別の要素が導入された。このゲームでは、プレイヤーが成功を収めるためには位置を覚える必要があった。象徴的な主人公を持つグラディウスは、横スクロールシューティングゲームを定義し、いくつかの続編を含むシリーズを生み出した。 
1987年に発売された『魂斗羅』は、その多方向への照準と2人での協力プレイで特に高く評価された。しかし、1990年代初頭までには16ビットコンソールの人気もあり、スクロールシューティングゲームのジャンルは過密状態となり、開発者は独自性を打ち立てるのに苦労した。

### 横スクロールレースゲーム
タイトーの『スピードレース』（1974年）は、西角友宏が設計したレースゲームで、頭上視点の縦スクロールを採用していた。キーゲームズの『スーパーバグ』（1977年）とアタリの『ファイアートラック』（1978年）は、トップダウンビューの多方向スクロールを採用している。どちらのゲームも白黒であるが、『スーパーバグ』は画面中央に黄色のオーバーレイを使用している。1980年には、ナムコのカラー付きドライビングゲーム『ラリーX』も多方向スクロールが可能となり、どちらの方向にも素早く画面を引っ張ることができるようになった。また、地図上に車の位置を表示するレーダーを持つのも初期の例である。 
アクティビジョンのグランプリは、1982年に発売されたAtari 2600用の横スクロールレースゲームである。1984年までには、任天堂の『エキサイトバイク』、SNKの『ジャンピングクロス』、幻想的な生き物の間で徒競走をするウィリアムスの『ミスティックマラソン』など、他社からも横スクロール形式のレースゲームが売り出された。 

### スクロールするプラットフォームゲーム
最初のスクロール式プラットフォームゲームは、1981年発売のシューティングゲーム『ジャンプバグ』であった。プレイヤーは、飛び跳ねる車を操作して、建物や雲、丘などの様々なプラットフォームをジャンプして進む。それは、水平・垂直の両方にスクロールするジャンプが特徴であった。 
1984 年、『パックランド』はスクロールプラットフォームゲームをさらに一歩進め、単なるハードルジャンプのゲーム以上のものになることを目指した。これは成功しただけのタイトルではなかった。それは『ワンダーボーイ』や『スーパーマリオブラザーズ』のような後のスクロールプラットフォームゲームに近いものであった。 それはまた、複数レイヤーのラスタースクロールが特色であった。同年には『影の伝説』が発売され、全方向に伸びる高さを提供した。セガは初のマスコットキャラクターが登場する水平スクロールの単純なプラットフォームゲーム『フリッキー』を発売した。ナムコはパックランドに続き、翌年にはファンタジーをテーマにしたドラゴンバスターを発売した。 
1985年に発売されたファミリーコンピュータ向けプラットフォームゲーム、『スーパーマリオブラザーズ』は、後に続く多くのスクロールプラットフォームゲームの原型となった。1999年のギネス世界記録によると、このタイトルは4000万本以上の売り上げを記録した。その成功は、8ビットコンソール世代にこのジャンルを普及させることに大きく貢献した。セガはこの成功を『アレックスキッド』シリーズやワンダーボーイシリーズで再現しようとした。このうち、ワンダーボーイシリーズは、アドベンチャーゲームとロールプレイングゲームの要素を伝統的なプラットフォームゲームと組み合わせたことでも知られている。 

### 横スクロールのベルトスクロールアクションゲーム
1984年、カンフー映画の影響を受けた『スパルタンX』は、シンプルなゲーム性と複数の敵が登場するベルトスクロールアクションゲームの基礎を築いた。また、1984年の『カラテカ』では、格闘アクションにプロットを追加する試みにも成功した。また、それはカットシーンを含む最初のベルトスクロールアクションゲームでもあった。 
1986年、テクノスジャパンは、前年に発売した格闘ゲーム『エキサイティング アワー』のノウハウを生かし、『熱血硬派くにおくん』を発売した。当時話題となっていた不良学生同士のけんかを主題とした同作は、その斬新さから大ヒットした。欧米版である『レネゲード』（同年に発売）では、裏社会での復讐をテーマにしたプロットが追加され、他のゲームのような原則的な格闘技よりもゲーマーに人気があった。レネゲードは、水平と垂直の両方に移動する機能を導入し、今後のベルトスクロールアクションゲームの基準となった。 
1987年に発売された『ダブルドラゴン』は、5年近く続いたベルトスクロールアクションゲームの「黄金時代」の幕開けとなった。同作は『くにおくん』の精神的な後継作としてデザインされたが、詳細な武術による攻撃と卓越した2プレイヤーの協力型ゲームプレイにより、ジャンルを新たな高みへと引き上げた。『ダブルドラゴン』の成功は、1980年代後半のベルトスクロールアクションゲームの頻発をもたらし、『ゴールデンアックス』や『ファイナルファイト』（ともに1989年発売）のような他とは違って評価されたタイトルが出た。
『ファイナルファイト』は、当初「ストリートファイター'89」というタイトルで『ストリートファイター』の続編として開発されていたが、最終的には別作品として発売された。同作はこのジャンルで最高のゲームとして評価され、2つの続編を生んだほか、後に他のシステムにも移植された。『ゴールデンアックス』は、直感的なハックアンドスラッシュアクションと協力モードが高く評価され、個性的な戦闘スタイルを持つ複数の主人公を選択することで影響を与えた。ファンタジー要素が強く、他のものとは一線を画した最強のベルトスクロールアクションゲームと言われている。

### IBM PCの場合
横スクロールは、1980年代のアーケードゲームや様々な家庭用コンピュータ、ゲーム機でよく知られた形式である。Atari 8ビット・コンピュータやコモドール64のように、この処理用に最適化されたハードウェアを持っていることが多かったからである。しかし、IBM互換PCはそうではなかった。IBM PCのソフトウェア上でのスムーズなスクロールは、開発者にとっての課題であった。1980年代初頭には、『ムーンパトロール』や『ディフェンダー』など、スムーズにスクロールするアーケードゲームをPCに移植した作品がいくつかあった。1986年に発表されたソッピースの第2版もまた、スムーズなスクロールを特徴としていた。 
1990年、当時ソフトディスクに勤務していたジョン・D・カーマックは、アダプティブ タイル リフレッシュとして知られるスムーズなスクロール技術を開発した。この技術は『スーパーマリオブラザーズ3』の最初のクローンで、マリオの代わりにソフトディスクの初期のゲームのキャラクターであるデンジャラス・デイブが登場するという、コンセプト実証ゲーム『著作権侵害のデンジャラス・デイブ』で実証された。このデモの成功を受けて、カーマックらはソフトディスクを辞任し、Id Softwareという会社を設立した。Id Softwareは同年、コマンダーキーンを開発したが、これは滑らかなスクロールグラフィックが特徴の初の一般向けPCプラットフォーム・ゲームであった。 